# Апостольская префектура Цзяньоу
Апостольская префектура Цзяньоу (лат. Praefectura Apostolica Kienovensis) — апостольская префектура Римско-Католической церкви с центром в городе Цзяньоу, Китай. Апостольская префектура Цзяньоу распространяет свою юрисдикцию на часть территории провинции Фуцзянь. Апостольская префектура Цзяньоу подчиняется непосредственно Святому Престолу.

## История
6 мая 1931 года Римский папа Пий XI издал бреве Quae ad religionis, которым учредил миссию Sui iuris Кэньнина, выделив её из апостольского викариата Фучжоу (сегодня — Архиепархия Фучжоу).
8 января 1938 года Римский папа Пий XI издал буллу Si pusillus, которой преобразовал миссию sui iuris Кэньнина в апостольскую префектуру Цзяньоу.

## Ординарии апостольской префектуры
- священник Paul Adam Curran (18.03.1932 — 18.01.1937);
- священник William Ferrer Cassidy (21.01.1937 — 8.01.1938);
- священник Micheal Augustin O’Connor (4.05.1938 — 9.01.1941);
- священник Paul Adam Curran (2.07.1948 — 23.09.1953);
  - Sede vacante c 1953 года по настоящее время.

## Источник
- Annuario Pontificio, Libreria Editrice Vaticana, Città del Vaticano, 2003, ISBN 88-209-7422-3
- Бреве Quae ad religionis, AAS 24 (1932), стр. 45  (лат.)
- Булла Si pusillus, AAS 30 (1938), стр. 281  (лат.)